# Parzystość R
Parzystość R – własność cząstek elementarnych, zdefiniowana jako:
{\displaystyle R=(-1)^{3(B-L)+2S},}
gdzie {\displaystyle B} jest liczbą barionową cząstki, {\displaystyle L} jej liczbą leptonową zaś {\displaystyle S} – spinem. Przyjmujemy przy tym, że dla kwarków {\displaystyle B=1/3,} zaś dla antykwarków {\displaystyle B=-1/3.} Parzystość R jest multiplikatywną liczbą kwantową, tzn. parzystość R układu cząstek jest iloczynem parzystości jego składników.
Dla wszystkich znanych obecnie cząstek elementarnych {\displaystyle R=+1,} gdyż wszystkie leptony i kwarki są fermionami, czyli mają spin 1/2, a wszystkie znane bozony, czyli cząstki o spinie całkowitym, mają zerowe liczby {\displaystyle B} i {\displaystyle L.}
Parzystość R wprowadzona została w kontekście teorii supersymetrii. Teorie supersymetrii przewidują, że każda ze znanych cząstek ma swego supersymetrycznego partnera – cząstkę o tych samych liczbach kwantowych, ale o spinie różnym o 1/2. Tym samym dla wszystkich supersymetrycznych partnerów znanych cząstek {\displaystyle R=-1,} parzystość R pozwala więc na odróżnienie cząstek „supersymetrycznych” od znanych obecnie „klasycznych”.

## Zachowanie parzystości R
Większość modeli supersymetrycznych, w tym podstawowy tzw. minimalny model supersymetryczny postuluje bezwzględne zachowanie parzystości R we wszystkich oddziaływaniach. Ma to następujące konsekwencje:
- cząstki supersymetryczne mogą być kreowane i anihilowane wyłącznie parami,
- w rozpadzie cząstki supersymetrycznej musi powstać nieparzysta liczba cząstek supersymetrycznych,
- (wniosek z poprzedniego punktu) najlżejsza cząstka supersymetryczna musi być trwała i nie może się samorzutnie rozpadać.

Zachowanie parzystości R gwarantuje, że nie jest możliwy proces, w którym dwa kwarki w protonie wymieniłyby s-kwark, zamieniając się przy tym w antylepton i antykwark. Proces taki prowadziłby do rozpadu protonu w nieakceptowalnie krótkim czasie (poniżej sekundy). Dzięki zachowaniu parzystości R proces taki jest zabroniony – kwark nie może wyemitować wirtualnego s-kwarku, ponieważ łamałoby to zasadę zachowania parzystości R.
W modelach supersymetrycznych zachowanie parzystości R jest de facto narzuconym zewnętrznie warunkiem, motywowanym koniecznością wyjaśnienia stabilności protonu, ale bez dobrego uzasadnienia teoretycznego. Można je jednak wytłumaczyć w kontekście szerszej teorii, na przykład wielkiej unifikacji lub teorii superstrun.